# I Liceum Ogólnokształcące im. Leona Kruczkowskiego w Tychach
I Liceum Ogólnokształcące im. Leona Kruczkowskiego (potocznie "Kruczek") – najstarsze tyskie liceum, jedyne w mieście, które posiada tytuł „Złotej Szkoły” w rankingu prowadzonym przez Fundację Edukacyjną „Perspektywy”. Zlokalizowane przy ul. Korczaka 6.

## Historia
Szkoła powstała w 1953 roku w wyniku decyzji władz wojewódzkich w Katowicach.
Dnia 20 sierpnia tego roku odbyła się pod przewodnictwem Franciszka Tepera pierwsza konferencja Rady Pedagogicznej, a 29 sierpnia przeprowadzono egzamin wstępny.
Przyjęto pierwszych 40 uczniów. Liceum powstało na bazie ówczesnej Szkoły Podstawowej nr 2. Od roku 1956 siedzibą Liceum była obecna Szkoła Podstawowa nr 14.
24 marca 1963 roku szkoła otrzymała nowy obiekt przy ulicy J. Korczaka 6. Szkole nadano imię Leona Kruczkowskiego, znanego dramaturga. Dyrektor Franciszek Teper dzielił z nim ponad pięcioletni pobyt w oficerskim obozie jenieckim w Niemczech (Oflag II B Arnswalde – Choszczno, Oflag II D Gross-Born – Kłomino).
4 lata później, 24 czerwca 1967 roku, Komitet Rodzicielski ufundował i przekazał szkole sztandar. Szkoła powiększała się z roku na rok.
W 1977 roku włączono pod wspólne kierownictwo nowo powstałe Liceum Medyczne, które pozostawało w strukturze liceum do roku 1987.  
W 2003 roku doszło do tragicznej lawiny w Tatrach, w której zginęło sześcioro uczniów szkoły oraz nauczyciel.

## Dyrekcja
- mgr Franciszek Teper 1953 – 1969
- mgr Stanisław Koterla 1969 – 1972
- mgr Norbert Janik 1972 – 1974
- mgr Andrzej Balcarczyk 1974 – 1990
- mgr Urszula Mandera 1991 – 2007
- mgr Joanna Wojtynek od 2007

## Profile
W roku szkolnym 2024/2025 do wyboru oddane zostały następujące profile nauczania:
- kl. C „biol-chem” – klasa z rozszerzoną chemią i biologią;
- kl. D1 – klasa z rozszerzonym angielskim, historia oraz 1 innym przedmiotem do wyboru(polski lub wiedza o społeczeństwie);
- kl. D2- klasa z rozszerzonym angielskim, matematyką oraz geografią;
- kl. E – klasa z rozszerzoną matematyką, angielskim oraz 1 innym przedmiotem do wyboru(fizyka lub biologia);
- kl. M-oddział międzynarodowy z przygotowaniem do matury międzynarodowej(IB)

## Absolwenci
- Rafał Górecki (Ravgor) – znany polski youtuber
- Adam Bielecki -  taternik, alpinista, himalaista
- Marta Kuszewska - scenarzystka i pisarka
- Lucyna Langer-Kałek - lekkoatletka, medalistka olimpijska z Moskwy (1980)
- Marta Ścisłowicz - aktorka filmowa, telewizyjna i teatralna
- Roman Polko -  generał dywizji Wojska Polskiego, oficer dyplomowany wojsk powietrznodesantowych i sił specjalnych, doktor nauk wojskowych
- Kamil Przystał - aktor

## Certyfikaty
- „Złota Szkoła” w rankingu prowadzonym przez Fundację Edukacyjną „Perspektywy”[4].
- Śląska Szkoła Jakości
- Szkoła Odkrywców Talentów